# Reserva de la biosfera Río Eo, Oscos y Tierras de Burón
La Reserva de la Biosfera Río Eo, Oscos y Tierras de Burón abarca los ayuntamientos de Ribadeo, Trabada, Puente Nuevo, Ribeira de Piquín, Baleira, Fonsagrada y Negueira de Muñiz en Galicia, y de Castropol, Vegadeo , Taramundi, San Tirso de Abres, Villanueva de Oscos, Santa Eulalia de Oscos y San Martín de Oscos en Asturias. Tiene una extensión de 1595,889 km² e incluye además de la totalidad de la cuenca del río Eo desde su nacimiento en Fonteo hasta su desembocadura en la ría de Ribadeo-ría del Eo, la propia ría y buena parte de las cuencas que en ella desembocan, así como partes de las cuencas de los ríos Miño, Navia y Porcía, encuadrando una unidad de biodiversidad, cultural y patrimonial. Cuando fue designada, la zona tenía una población de 32 974 habitantes, si bien casi todos los municipios observan decrecimiento de población.

## Descripción
Incluye la Reserva Natural Parcial de la Ría de Ribadeo, Lugares de Importancia Comunitaria de Peñarronda-Barayo (parcialmente), Ría de Ribadeo, Río Eo y Cuenca del Agüeira, Zona de Especial Protección para las Aves Peñarronda-Barayo y Ría de Ribadeo, incluyendo el Humedal Ramsar Ría de Ribadeo y el Monumento Natural de la Playa de Penarronda.
Fue declarada el 19 de septiembre de 2007 por la Organización de las Naciones Unidas para la Educación, la Ciencia y la Cultura (UNESCO) dentro del programa MaB (Hombre y Biosfera).
El 11 de diciembre de 2013 se firmó el Protocolo de Colaboración para la Coordinación de la Gestión.«Anuncio do DOG nº 8 do 2016/1/14 - Xunta de Galicia».